# كفتر كار (عشر ستاق)
کفتر کار (بالفارسية: کفترکار) هي قرية تقع في إيران في قسم عشر ستاق الريفي. يقدر عدد سكانها بـ 46 نسمة بحسب إحصاء 2016.